# Handgrubber

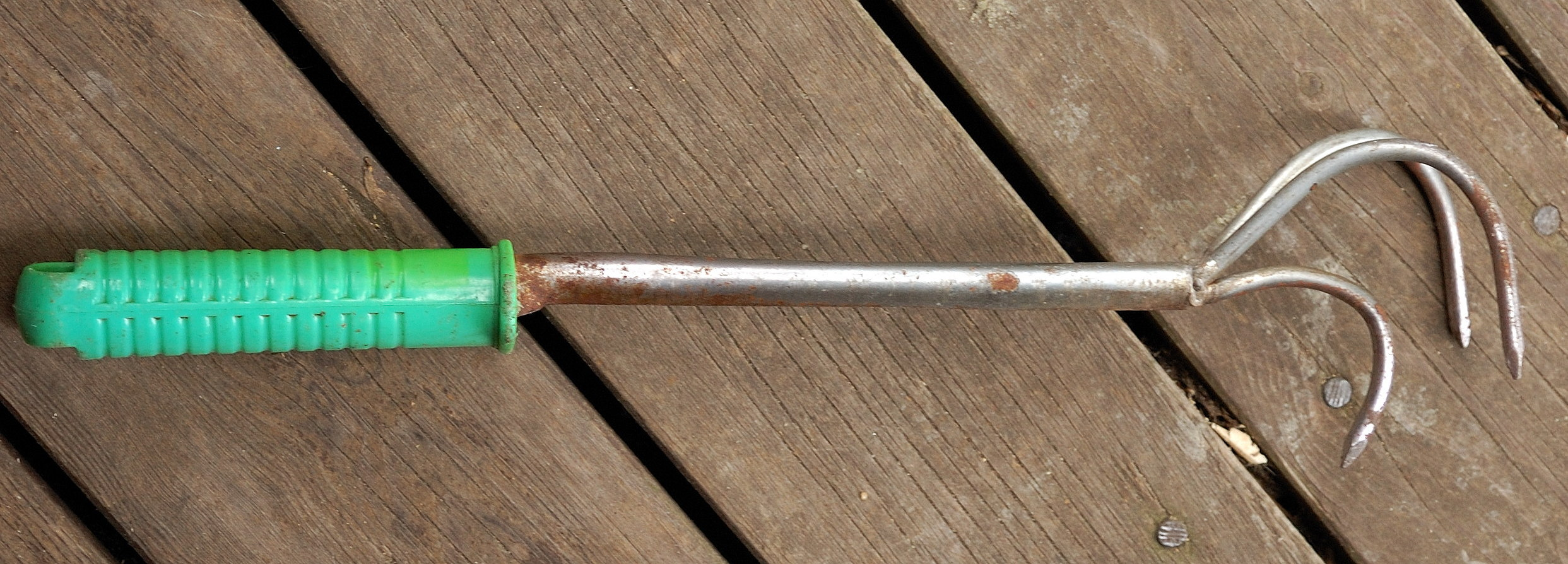
Gartenhand

Der Handgrubber, auch Kleingrubber, Gartenhand oder Hühnerkralle genannt, ist ein Gerät aus Stahl mit 3–5 Spitzen und ist einer Hühnerkralle nachgebildet. Der Handgrubber ist üblicherweise mit einem kurzen Griff aus Holz, Metall oder Kunststoff ausgestattet und weist meist eine Gesamtlänge von ca. 40 cm auf. Es existieren aber auch Varianten mit längerem Stiel zum beidhändigen Jäten und Ziehen im Stehen oder Gehen. Hühner scharren beständig mit ihren Krallen auf dem Boden, das nachahmend dient dieses Gartengerät der Auflockerung des Bodens auf kleinen Flächen (Beeten, Gräbern etc.), zur Vorbereitung der Fläche für eine Bepflanzung und zur Wildkrautentfernung, da man damit sowohl flachwurzelnde Pflanzen ausreissen als auch danach vom Beet wegziehen kann. Er ist ein Grubber für den Einhandbetrieb, oft ist er Bestandteil von Friedhofwerkzeug.